# كابكوم
شركة كابكوم المحدودة (بالإنجليزية: Capcom Co., Ltd.‎؛ باليابانية: 株式会社カプコン‎، ‏كابوشيكي-غايشا كابوكون) هي شركة نشر وتطوير ألعاب فيديو يابانية. لقد أنشأت عددًا من سلاسل الألعاب التي بيعت بعدة ملايين، وأكثرها نجاحًا تجاريًا هي ريزدنت إيفل ومونستر هنتر وستريت فايتر وميجا مان وديفل ماي كراي وديد ريسنج ومارفل ضد كابكوم. تأسست عام 1979، وأصبحت مؤسسة دولية لها فروع في آسيا وأوروبا وأمريكا الشمالية.

## التاريخ
سلف كابكوم، شركة آي أر إم، تأسست في 30 مايو 1979 من قبل كينزو تسوجيموتو، الذي كان لا يزال رئيسًا لشركة إريم عندما أسس آي أر إم عمل بشكل متزامن في كلتا الشركتين حتى ترك الأولى في عام 1983.
كانت الشركات الأصلية التي أنتجت فرع اليابان في كابكوم هي آي أر إم وشركة جابان كابسول كومبيوتر المحدودة. التابعة لها، وكلاهما مخصص لتصنيع وتوزيع آلات الألعاب الإلكترونية. خضعت الشركتان لتغيير اسمهما إلى شركة سانبي المحدودة في سبتمبر 1981. في 11 يونيو 1983، أسس تسوجيموتو كابكوم لغرض تولي إدارة المبيعات الداخلية.
في يناير 1989، اندمجت شركة كابكوم المحدودة مع شركة سانبي المحدودة، مما أدى إلى إنشاء فرع اليابان الحالي. اسم كابكوم هو مركب مقطوع من «كابسول كومبيوتر»، وهو مصطلح صاغته الشركة لصناديق ألعاب الصالات التي صنعتها فقط في سنواتها الأولى، وهي مصممة لتمييز نفسها عن الحواسيب الشخصية التي كانت منتشرة على نطاق واسع. «كابسول» تلمح إلى كيف شبهت كابكوم برنامج لعبتها بـ«كبسولة مليئة بمتعة الألعاب»، وإلى رغبة الشركة في حماية ملكيتها الفكرية بغطاء خارجي صلب، ومنع النسخ غير القانونية والتقليد الرديء.
كان أول منتج لكابكوم هو لعبة الصالات ليتل ليغ (1983) التي تعمل بقطع النقود المعدنية. أصدرت أول لعبة فيديو صالات حقيقية، فولغوس (مايو 1984). بدءًا من لعبة الصالات 1942 (1984)، بدأوا في تصميم الألعاب مع وضع الأسواق الدولية في الاعتبار. اعتبرت ألعاب كوماندو وغوستزن غوبلينس الناجحة لعام 1985 بمثابة المنتجات «التي صورت [كابكوم] إلى النجومية السيليكونية ذات 8 بتات» في منتصف الثمانينيات. بدءًا من كوماندو (أواخر 1985)، بدأت كابكوم في ترخيص ألعاب الصالات الخاصة بها لإصدارها على الحواسيب المنزلية، ولا سيما في شركات البرمجيات البريطانية إليت سيستمز ويو إس غولد في أواخر الثمانينيات.
بدءًا من نسخة نينتندو إنترتينمنت سيستم للعبة 1942 (نشرت في ديسمبر 1985)، دخلت الشركة في سوق ألعاب فيديو المشغلات المنزلية، والتي أصبحت في النهاية نشاطها التجاري الرئيسي. قضى قسم ذا كابكوم يو إس أيه فترة وجيزة في أواخر الثمانينيات كناشر لألعاب الفيديو لأجهزة كومودور 64 وحواسيب آي بي إم بي سي دوس، على الرغم من أن تطوير نسخ الصالات قد تعاملت معه شركات أخرى. استمرت كابكوم في إنشاء 15 سلسلةً لألعاب الفيديو المنزلية بيعت بملايين من المليارات، وكانت الأكثر مبيعًا هي ريزدنت إيفل (1996). كانت أعلى لعبة ربحًا لها هي لعبة القتال ستريت فايتر 2 (1991، مدفوعة إلى حد كبير بنجاحها في الصالات.
أشير إلى كابكوم باعتبارها آخر ناشر رئيسي ملتزم بألعاب ثنائية الأبعاد، على الرغم من أنها لم تكن اختيارية تمامًا. أدى التزام الشركة بمشغل سوبر نينتندو إنترتينمنت سيستم باعتباره منصتها المفضلة إلى التخلف عن دور الناشرين الرائدين الآخرين في تطوير لوحات الصالات ذات قدرة ثلاثية الأبعاد. أيضًا، الرسوم المتحركة ثنائية الأبعاد على غرار الرسوم المتحركة التي شوهدت في ألعاب مثل داركستولكرز: ذا نايت ووريورز وإكس-مان: تشيلدرين أوف ذا أتوم أثبتت شعبيتها، مما دفع كابكوم إلى تبنيها كأسلوب مميز واستخدامها في المزيد من الألعاب.
في عام 1990، دخلت كابكوم صناعة البولينغ مع بولينغو. لقد كانت عبارة عن تركيب بولينغ صغير بعشرة دبابيس يعمل بقطع النقود المعدنية، وكهروميكانيكي، ومؤتمت بالكامل. كانت أصغر من صالة البولينغ التقليدية، وهي مصممة لتكون أصغر وأرخص في صالات التسلية. حققت بولينغو أرباحًا كبيرة في أمريكا الشمالية عند إصدارها في عام 1990.
في عام 1994، قامت كابكوم بتكييف سلسلة ستريت فايتر من ألعاب القتال في فيلم يحمل نفس الاسم. بينما كانت ناجحة تجاريًا، فقد تعرضت لانتقادات شديدة. واجه تكيف عام 2002 لسلسلة ريزدنت إيفل انتقادات مماثلة ولكنه كان ناجحًا أيضًا في المسارح. تعتبر الشركة الأفلام وسيلة لزيادة مبيعات ألعاب الفيديو الخاصة بها.
دخلت كابكوم في شراكة مع نيو ميديا في عام 2011 لنشر وتوزيع الألعاب المستقلة اليابانية التي ترجمتها نيو إلى اللغة الإنجليزية. تعمل الشركة مع شركة التعريب البولندية كيو إل أو سي لنقل ألعاب كابكوم إلى منصات أخرى؛ من الأمثلة البارزة نسخ دي إم سي: ديفل ماي كراي للحاسوب الشخصي وبلاي ستيشن 4 وإكس بوكس ون ونسخة دراغونز دوغما للحاسوب الشخصي وديد ريسنج على البلاي ستيشن 4 والإكس بوكس ون والحاسوب الشخصي.
في 27 أغسطس 2014، رفعت كابكوم دعوى قضائية لانتهاك براءات الاختراع ضد كوي تيكمو غيمز في محكمة مقاطعة أوساكا مقابل 980 مليون ين كتعويض. ادعت كابكوم أن كوي تيكمو انتهكت براءة اختراع حصلت عليها في عام 2002 فيما يتعلق بميزة اللعب في ألعاب الفيديو.
في 2 نوفمبر 2020، أفادت الشركة أن خوادمها تأثرت ببرامج الفدية، مما أدى إلى تخليط بياناتها، وزُعم أن جهات التهديد، مجموعة المتسللين راغنار لوكر، سرقوا 1 تيرابايت من بيانات الشركة الحساسة وكانوا يبتزون كابكوم لدفعهم لإزالة برامج الفدية. بحلول منتصف نوفمبر، بدأت المجموعة في وضع معلومات من الاختراق عبر الإنترنت، والتي تضمنت معلومات الاتصال لما يصل إلى 350 ألفًا من موظفي الشركة وشركائها، بالإضافة إلى خطط للألعاب القادمة، مما يشير إلى أن كابكوم اختارت عدم الدفع للمجموعة. وأكدت كابكوم أنه لم يحصل على بطاقة ائتمان أو غيرها من المعلومات المالية الحساسة في عملية الاختراق.
في فبراير 2022، أفادت بلومبيرغ أن صندوق الاستثمارات العامة السعودي قد اشترى 5٪ من أسهم كابكوم، بقيمة تقريبية 332 مليون دولار أمريكي.

## هيكل الشركة

### استوديوهات التطوير
في سنواتها القليلة الأولى، كان فرع كابكوم في اليابان يضم ثلاث مجموعات تطوير يشار إليها باسم «غرف التخطيط»، بقيادة توكورو فوجيوارا وتاكاشي نيشياما ويوشيكي أوكاموتو. في وقت لاحق، أنشئت الألعاب المطورة داخليًا بواسطة عدة «استوديوهات إنتاج» مرقمة، كل منها مخصص لألعاب مختلفة. بدءًا من عام 2002، أصلحت عملية التطوير لمشاركة التقنيات والخبرات بشكل أفضل، وأعيد هيكلة الاستوديوهات الفردية تدريجيًا إلى أقسام أكبر مسؤولة عن المهام المختلفة. بينما توجد أقسام قائمة بذاتها لإنشاء ألعاب الصالات وألعاب باتشينكو وباتشيزلو وألعاب عبر الإنترنت وألعاب محمولة، فإن قسم ألعاب المستهلك للبحث والتطوير عبارة عن مزيج من الأقسام الفرعية المسؤولة عن مراحل تطوير اللعبة.
لدى كابكوم ثلاثة أقسام داخلية لتطوير ألعاب المستهلك:
- القسم 1، برئاسة جون تاكيوتشي، مع ريزدنت إيفل وميجا مان وديفل ماي كراي وديد ريسنج وغيرها من السلاسل الكبرى (التي تستهدف عادة الجماهير العالمية)
- القسم 2، برئاسة ريوزو تسوجيموتو (الذي يرأس أيضًا قسم تطوير الأجهزة المحمولة عبر الإنترنت) مع مونستر هنتر وأونيموشا وإيس أتورني وسينغوكو باسارا وغيرها من السلاسل ذات الملكية الفكرية التقليدية (عادة ما يستهدف الجمهور في آسيا)
- القسم 3، مع ستريت فايتر ومارفل ضد كابكوم ولوست بلانت ودراغونز دوغما وغيرها من السلاسل التي تركز على الإنترنت (ألعاب تركز على متعددة اللاعبين عبر الإنترنت أو البطولات).[28][29][30]

بالإضافة إلى هذه الفرق، تقوم كابكوم بتكليف خارج استوديوهات التطوير لضمان إخراج ثابت من العناوين. ومع ذلك، بعد المبيعات الضعيفة لدارك فويد وبيونيك كوماندو، قررت إدارتها قصر الاستعانة بمصادر خارجية على التتابعات والإصدارات الأحدث من الأجزاء في السلاسل الحالية، مع الاحتفاظ بتطوير العناوين الأصلية لفرقها الداخلية. تحدد إنتاج الألعاب والميزانيات ودعم النظام الأساسي في اجتماعات الموافقة على التطوير التي تحضرها إدارة الشركة وأقسام التسويق والمبيعات ومراقبة الجودة.

### الفروع والشركات التابعة
يقع مبنى المكتب الرئيسي لشركة كابكوم ومبنى البحث والتطوير في تشو-كو، أوساكا. تمتلك الشركة الأم أيضًا مكتبًا فرعيًا في مبنى شينجوكو ميتسوي في نيشي-شينجوكو، شينجوكو، طوكيو؛ ومرفق أوينو، مكتب فرعي في إغا، محافظة ميه.
تضم مجموعة كابكوم الدولية 15 شركة تابعة في اليابان وأمريكا الشمالية وأوروبا وشرق آسيا. تشمل الشركات التابعة شركة كوكو كابكوم المحدودة في كوريا الجنوبية وستريت فايتر فيلم إل إل سي في الولايات المتحدة وشركة ديلغاماداز المحدودة.

### الوسائط المتعلقة بالألعاب
بالإضافة إلى الألعاب المنزلية، عبر الإنترنت، والجوّال، وألعاب الصالات، والباتشينكو، والباتشيزلو، تنشر كابكوم أدلة إستراتيجية؛ تحتفظ بمراكز ألعاب بلازا كابكوم الخاصة بها في اليابان؛ وترخص سلسلتها وخصائصها الشخصية للمنتجات المرتبطة والأفلام والمسلسلات التلفزيونية والعروض المسرحية.
سولبيوتر، شركة تسويق وموسيقى داخلية تأسست بالتعاون مع سوني للترفيه الموسيقي اليابانية في عام 1998، تنشر أقراص مدمجة وأقراص دي في دي ووسائط أخرى تعتمد على ألعاب كابكوم. كابتفيت (أعيد تسميتها من غيمرز داي في عام 2008)، وهي قمة إعلامية خاصة سنوية، تُستخدم تقليديًا لإعلانات الألعاب والأعمال الجديدة.

## الألعاب
| السلسلة         | أول إصدار | المبيعات (بالملايين) |
| --------------- | --------- | -------------------- |
| ريزدنت إيفل     | 1996      | 120.0                |
| مونستر هنتر     | 2004      | 78.0                 |
| ستريت فايتر     | 1987      | 47.0                 |
| ميجا مان        | 1987      | 37.0                 |
| ديفل ماي كراي   | 2001      | 24.0                 |
| ديد ريسنج       | 2006      | 14.0                 |
| مارفل ضد كابكوم | 1996      | 10.0                 |
| أونيموشا        | 2001      | 8.5                  |
| إيس أتورني      | 2001      | 8.6                  |
| لوست بلانت      | 2006      | 6.3                  |

بدأت كابكوم سلسلة ستريت فايتر في عام 1987. سلسلة ألعاب القتال هي من بين أكثر الألعاب شعبية في هذا النوع. بيعت ما يقرب من 50 مليون نسخة، وهي واحدة من سلاسل كابكوم الرائدة. كما قدمت الشركة سلسلة ميجا مان في عام 1987، والتي بيعت منها ما يقرب من 40 مليون نسخة.
أصدرت الشركة أول لعبة في سلسلة رعب البقاء ريزدنت إيفل في عام 1996، والتي أصبحت أنجح سلسلة ألعاب فيديو لها، حيث بيعت أكثر من 100 مليون نسخة. بعد إصدار اللعبة الثانية في سلسلة ريزدنت إيفل، بدأت كابكوم بتطوير لعبة ريزدنت إيفل لبلاي ستيشن 2. نظرًا لأنها كانت مختلفة بشكل كبير عن ألعاب السلسلة الحالية، قررت كابكوم تحويلها إلى سلسلتها الخاصة، ديفل ماي كراي. كانت الألعاب الثلاثة الأولى حصريًا لجهاز بلاي ستيشن 2؛ صدرت ألعاب أخرى لمشغلات غير تابعة لشركة سوني. السلسلة بأكملها باعت أكثر من 20 مليون نسخة. بدأت كابكوم سلسلة مونستر هنتر في عام 2004، والتي باعت أكثر من 70 مليون نسخة على مجموعة متنوعة من المشغلات.
على الرغم من أن الشركة غالبًا ما تعتمد على السلاسل الحالية، إلا أنها نشرت أيضًا وطوّرت العديد من الألعاب لأجهزة إكس بوكس 360 وبلاي ستيشن 3 ووي استنادًا إلى الملكية الفكرية الأصلية: لوست بلانت: إكستريم كونديشن وديد ريسنج ودراغونز دوغما وأسوراز راث وزاك أند ويكي: كويست فور بارباروز تريجر. خلال هذه الفترة، ساعدت كابكوم أيضًا في نشر العديد من الألعاب الأصلية للمطورين الغربيين الصاعدين، بما في ذلك ريميمبر مي ودارك فويد وسبايبورغز، وهي ألعاب لم يكن ناشرون آخرون على استعداد للمقامرة عليها. الألعاب الأخرى الجديرة بالملاحظة هي أوكامي وأوكاميدين وغوست تريك: فانتوم ديتكتيف.

### العناوين البلاتينية
تجمع كابكوم قائمة «عناوين بلاتينية»، تُحَدَّث كل ثلاثة أشهر، بألعابها التي بيعت أكثر من مليون نسخة. يحتوي على أكثر من 100 لعبة فيديو. يوضح هذا الجدول العشرة الأوائل، حسب النسخ المباعة، اعتبارًا من 30 سبتمبر 2021.
| علامة الخنجرية | يتضمن التوزيع الرقمي |

| العنوان                   | تاريخ الإصدار | المنصات                               | المبيعات (بالملايين) |
| ------------------------- | ------------- | ------------------------------------- | -------------------- |
| مونستر هنتر: ورلد         | يناير 2018    | بلاي ستيشن 4، إكس بوكس ون، حاسوب شخصي | 17.5                 |
| ريزدنت إيفل 7: بايوهازرد  | يناير 2017    | بلاي ستيشن 4، إكس بوكس ون، حاسوب شخصي | 10.2                 |
| ريزدنت إيفل 2             | يناير 2019    | بلاي ستيشن 4، إكس بوكس ون، حاسوب شخصي | 8.9                  |
| مونستر هنتر ورلد: آيسبورن | سبتمبر 2019   | بلاي ستيشن 4، إكس بوكس ون، حاسوب شخصي | 8.5                  |
| ريزدنت إيفل 5             | مارس 2009     | بلاي ستيشن 3، إكس بوكس 360            | 8.0                  |
| ريزدنت إيفل 6             | أكتوبر 2012   | بلاي ستيشن 3، إكس بوكس 360            | 8.0                  |
| مونستر هنتر رايز          | مارس 2021     | نينتندو سويتش                         | 7.5                  |
| ستريت فايتر 2             | يونيو 1992    | سوبر نينتندو إنترتينمنت سيستم         | 6.3                  |
| ستريت فايتر 5             | فبراير 2016   | بلاي ستيشن 4، حاسوب شخصي              | 6.0                  |
| ريزدنت إيفل 2             | يناير 1998    | بلاي ستيشن                            | 4.96                 |

## النقد والجدل
في عام 2012، تعرضت كابكوم لانتقادات بسبب تكتيكات البيع المثيرة للجدل، مثل تنفيذ محتوى مغلق بالقرص، والذي يتطلب من اللاعبين الدفع مقابل محتوى إضافي متاح بالفعل داخل ملفات اللعبة، وعلى الأخص في ستريت فايتر X تيكن. دافعت الشركة عن هذه الممارسة. كما انتقدت لقرارات تجارية أخرى، مثل عدم إصدار ألعاب معينة خارج اليابان (أبرزها سلسلة سينغوكو باسارا)، والإلغاء المفاجئ للمشاريع المتوقعة (أبرزها ميجا مان ليجندز 3)، وإغلاق كلوفر ستوديو.
في عام 2015، سُحِبَت نسخة بلاي ستيشن 4 من ألترا ستريت فايتر 4 من كابكوم برو تور بسبب العديد من المشكلات الفنية والأخطاء. في عام 2016، أصدرت كابكوم ستريت فايتر 5 بمحتوى محدود للغاية للاعب الفردي. عند الإطلاق، كانت هناك مشكلات تتعلق بالاستقرار في شبكة اللعبة أدت إلى تمهيد اللاعبين في منتصف اللعبة حتى عندما لا يلعبون في وضع الاتصال بالإنترنت. فشلت ستريت فايتر 5 في تحقيق هدف مبيعاتها البالغ 2 مليون في مارس 2016.

### انتهاك حقوق التأليف والنشر
رفعت الفنانة والمؤلفة جودي أ.جوراسيك دعوى قضائية في يونيو 2021 ضد كابكوم لانتهاكها حقوق التأليف والنشر. في الإيداعات للمحكمة، أكدت أن كابكوم قد استخدمت صورًا من كتابها عام 1996 سورفايسز في غلافها الفني وأصول أخرى لريزدنت إيفل 4 وديفل ماي كراي وألعاب أخرى. اكتشف ذلك بسبب خرق بيانات كابكوم لعام 2020، حيث تتطابق العديد من الملفات والصور مع تلك التي ضُمِنَت في القرص المضغوط المصاحب للكتاب. أشارت إيداعات المحكمة إلى ملف صورة واحد لسطح معدني، يسمى ME0009 في ملفات كابكوم، ليكون له نفس الاسم الدقيق على القرص المضغوط للكتاب. يسعى جوراسيك للحصول على أكثر من 12 مليون دولار كتعويضات و 2500 إلى 25000 دولار في إدارة حقوق التأليف والنشر الزائفة لكل صورة استخدمتها كابكوم. لا يوجد حاليًا موعد محدد للمحاكمة. يأتي ذلك في أعقاب اتهام المخرج الهولندي ريتشارد رافورست لشركة كابكوم بنسخ تصميم الوحش لفيلمه فرانكينستينز آرمي في لعبتهم ريزدنت إيفل فيلدج.